# Dicyrtoma madestris
Dicyrtoma madestris är en urinsektsart som beskrevs av Jerry Allen Snider 1990. Dicyrtoma madestris ingår i släktet Dicyrtoma och familjen Dicyrtomidae. Inga underarter finns listade i Catalogue of Life.